# Харьковский троллейбус
Харьковский троллейбус (укр. Харківський тролейбус) — троллейбусная сеть Харькова. Регулярное движение открыто 5 мая 1939 г. По состоянию на сентябрь 2024 года существует 29 маршрутов. Самый длинный маршрут — 59 (оборотный рейс: 44.16 км), самый короткий — 1 (оборотный рейс: 6.64 км).
Как правило, троллейбусное движение осуществляется с 05:30 часов утра до 23:00, за единичными исключениями, связанными с маршрутами, которые подвязаны под перевозку от станций метро к крупнейшим спальным районам, а также связанные с праздниками (мероприятиями) (Маршрут 1 — до 00:10, маршрут 34 — до 23:20, маршрут 46 — до 00:02). На маршрутах регулярно работают около 200 единиц линейного подвижного состава. Также троллейбусный парк Харькова имеет 2 единицы служебного подвижного состава. На момент Апреля 2025 года проезд в городском электротранспорте - бесплатный.

## Маршруты (на 1 июня 2025 г.)
- 1 Ст. м. «Дворец Спорта» — Микрорайон 28
- 3 Улица Университетская — Улица 12-го Апреля
- 6 Улица Университетская — Ж/д ст. «Основа»
- 7 Улица 12-го Апреля — Ст. м. «Армейская»
- 11 Площадь Конституции — Проспект Дзюбы
- 12 Улица Клочковская — Улица Рудика
- 13 Ст. м. «Защитников Украины» — Парк «Зустрич»
- 18 Ст. м. «Госпром» — Больница скорой помощи
- 19 Улица Одесская — Микрорайон 602
- 20 Ст.м. «Турбоатом» — Микрорайон 602
- 24 Ст.м. «Академика Барабашова» — Микрорайон 602
- 25 Ст.м. «Дворец Спорта» — Бульвар Богдана Хмельницкого
- 27 Улица Новый быт — Проспект Дзюбы
- 31 Ст.м. «Турбоатом» — Северная Салтовка
- 34 Улица Непокорённых — Восточная Салтовка
- 35 Улица Одесская — Северная Салтовка
- 40 Проспект Победы — Площадь Конституции
- 45 Улица 12-го Апреля — Улица Роганская
- 46 Улица 12-го Апреля — Микрорайон «Горизонт»
- 49 Улица Университетская — Пос. Жихор (Ул. Кутаисская)[3]
- 51 Улица 12-го Апреля — Ул. Зубарева
- 53 Улица 12-го Апреля — ул. Большая Кольцевая — Улица 12-го Апреля[4]
- 55 Площадь Конституции — Посёлок Жуковского
- 56 Ст.м. «Академика Барабашова» - Восточная Салтовка
- 57 Ст.м. «Академика Барабашова» - Парк «Зустрич»
- 58 Проспект Победы - Аэропорт
- 59 Улица Университетская - Ж/д ст.Рогань

## История

### 1939—1950
Первые троллейбусы (10 ЯТБ-4) пришли в Харьков в марте 1939 г. 1 мая 1939 г. в торжественной обстановке была открыта первая линия харьковского троллейбуса. Длина первой линии составила 6,6 км. Она прошла по такому маршруту: Дом Красной Армии (Университетская горка) — ул. Университетская — Спартаковский переулок — площадь Тевелева (Конституции) — ул. Карла Либкнехта (ул. Сумская) — ЦПКиО им. Горького (обратно так же). 5 мая 1939 г. харьковский троллейбус начал работать в обычном режиме. К октябрю 1939 г. были построены односторонние троллейбусные линии по спуску Халтурина и по площадям Тевелева (Конституции), Розы Люксембург (Павловская) и Пролетарской от Спартаковского переулка до спуска Халтурина, а также двухсторонняя линия по Купеческому мосту, площади Карла Маркса, улице Карла Маркса и улице Красноармейской до Привокзальной площади, в связи с чем 7 ноября 1939 г. был открыт троллейбусный маршрут № 2 Горпарк — Южный вокзал. В октябре 1941 г. троллейбусное движение в Харькове прекращено в связи с оккупацией города немецкими войсками.
7 мая 1944 года, через восемь месяцев после освобождения города от нацистов, было восстановлено троллейбусное движение по восстановленным линиям.
В послевоенное время проезд в троллейбусе стоил 25 копеек (маршруты «Вокзал — Центр», «Центр — Горпарк») и 50 копеек («Вокзал — Горпарк»). 14 августа 1948 г. открыты односторонние троллейбусные линии по улице Университетской (от площади Розы Люксембург (Павловская) до спуска Халтурина) и переулкам Плетнёвскому, Короленко и Армянскому, а также двухсторонняя линия по улице Берии (Кооперативной), проспекту Сталина (Героев Харькова), улице Евгении Бош (Богдана Хмельницкого) и Площади Восстания до театра «Победа» (ДК ХЭМЗ). Открыт троллейбусный маршрут № 3 «Вокзал — Театр „Победа“„. 29 апреля 1949 г. открыт троллейбусный маршрут № 4 “Горпарк — Центр — Конный рынок — Театр „Победа“». В декабре 1949 г. троллейбусную линию до театра «Победа» продлили по улице Броненосца «Потемкин» и проспекту Сталина до Велозавода.
В 1948 г. был освоен и пущен в эксплуатацию троллейбус МТБ-82Д.

### 1951—1960
С 1954 г. введены квартальные билеты для проезда в трамвае и троллейбусе. В 1956 г. открыта троллейбусная линия от улицы Сумской по проспектам «Правды» и Ленина до конечной «Шатиловка» (перекресток пр. Ленина и ул. Минской). Троллейбусный маршрут № 1 начал ходить от площади Розы Люксембург до Шатиловки (вместо Горпарка). В марте 1958 г. открыта троллейбусная линия в аэропорт, проложенная по площади Руднева (Площади Героев Небесной сотни) (в обе стороны по восточной стороне), Змиевской улице (проспект Гагарина), Змиевскому шоссе (проспект Гагарина) и улице Аэрофлотской. Открыт короткий односторонний участок и конечная в переулке Костюринском. Открыты троллейбусные маршруты № 5 Центр (Костюринский переулок) — Аэропорт и № 6 Центр (Костюринский переулок) — Посёлок Герцена (район улицы Одесской) (4 машины). В ноябре того же года открыта троллейбусная линия по улицам Южнопроектной, Деповской, Валдайской до железнодорожной станции «Основа». Сюда же продлен маршрут № 6, ранее временно ходивший до улицы Одесской.
В июне-августе 1959 года открыто троллейбусное движение по Московскому проспекту до посёлка «Восточный», открыт троллейбусный маршрут № 7, а также принята в эксплуатацию троллейбусная линия по проспекту Ленина от улицы Минской до улицы 23 Августа.
В 1960 году открыт троллейбусный маршрут № 8 Площадь Тевелева (Конституции) — Павлово Поле (ул. 23 Августа). В том же году введён единый тариф на проезд в троллейбусе — 40 копеек. До этого оплата осуществлялась по зонам. Также началась эксплуатация первых в Харькове троллейбусов ЗИУ-5. Эти две машины входили в первую сотню выпущенных заводом серийных ЗИУ-5.

### 1961—1970
В 1966 году было открыто троллейбусное депо № 2 на 100 машиномест. 9 января 1966 года троллейбусное депо № 2 выпустило первые 27 троллейбусов в
линию МТБ82-Д на 5-й и 6-й маршруты.
В том же году было закончено строительство троллейбусной линии на ул. Харьковских Дивизий. С 1966 по 1975 гг. построено 134,2 км троллейбусных трасс.
В 1969 году были построены троллейбусные линии на Павловом Поле, Алексеевке, Салтовке. Также было открыто троллейбусное движение по ул. Деревянко — ул. Постышева — ул. Елизарова и бульвар Богдана Хмельницкого — ул. Стадионная.
В 1970 году были открыты троллейбусные линии от ЦПКиО им. Горького до ул. Жуковского (№ 2) и от Павлова Поля до ул. Рудика (Померки, № 12). В том же году были введены в эксплуатацию троллейбусы чешского производства Škoda 9Tr.
С 28 августа 1970 года по 8-му маршруту (Пл. Тевелева — Павлово Поле) стал регулярно перевозить пассажиров первый троллейбусный поезд нашего земляка Владимира Веклича. Он состоял из двух единиц троллейбусов Киев-4, соединенных между собой по системе Владимира Веклича. Для сцепки троллейбусов использовались комплектующие киевского завода электротранспорта.

### 1971—1980
1971 — начали успешно эксплуатироваться четыре поезда из двух единиц троллейбусов Škoda 9Tr, соединенных между собой по системе Владимира Веклича. Поездами начали заменять одиночные троллейбусы, что решило проблему дефицита водителей, а также дало существенную экономию фонда заработной платы.
1972 — Пущен в эксплуатацию троллейбус ЗИУ-9. Открыто регулярное движение троллейбусов на Салтовке, Селекционной станции, Алексеевке, Новой Баварии;
1975 — В связи со сдачей метрополитена реорганизованы троллейбусные маршруты для подвозки пассажиров к станциям метрополитена. Построено Троллейбусное депо № 3 на 250 машино-мест;
1976-1981 — строительство троллейбусных линий на Салтовке, ул. Якира, ул. Гв. Широнинцев, пр-т 50-летия ВЛКСМ;
1980 — маршрут 8 (пл. Советской Украины (Конституции) — Институт низких температур) продлен до конечной станции «Студгородок». Открыт в качестве вспомогательного маршрут 8-а: площадь Советской Украины (Конституции) — Институт низких температур;
1980, 13 мая — маршрут 3 («Зирка» — ул. 12 апреля (старая конечная)) продлен до завода Электротяжмаш;
1980, 6 ноября — открыта линия по улице Балакирева до Больницы скорой неотложной помощи. Маршрут 18 реорганизован: Больница — Южный вокзал.

### 1981—1990
1981, август Маршрут 8-а реорганизован в маршрут 38 по прежней трассе;
1981, 23 августа — открыта троллейбусная линия по проспекту Людвига Свободы от улицы Ахсарова до пр. Победы. Открыта конечная станция «проспект Победы». Маршрут 24 (Госпром — Студгородок) продлен до новой конечной станции;
1981, декабрь — Открыт маршрут 39: пл. Советской Украины (Конституции) — пр. Победы. Маршрут 24 реорганизован и снова оборачивается по конечной станции «Студгородок»;
1982, апрель — открыт маршрут 40: Горпарк — пр. Победы. Маршрут 16 реорганизован: НПО «Коммунар» (ул. Рудика) — Сокольники — проспект Победы;
1983, май — маршрут 3 перенаправлен к Костюринскому переулку, вместо «Зирки». Маршрут 33 (25 микрорайон — ст.м. «Московский проспект») реорганизован: 25 микрорайон — ст.м. «Московский проспект» — Конный рынок;
1984, июль — в связи с окончанием строительства 1-й очереди Салтовской линии метрополитена и восстановлением в полном объёме геометрии площади Советской Украины (Конституции) открыто новое оборотное кольцо через переулок Спартаковский, улицу Университетскую и переулок Мельникова;
1984, 11 августа — в связи с запуском в эксплуатацию станции метро «Барабашова» Салтовской линии метро, изменена структура контактной сети в районе новой станции. Троллейбусы следуют по улице Амурской к оборотному кругу у метро, а часть маршрутов — далее по улице Якира, вместо проезда по улицам Академика Павлова — Якира. Маршрут 24 реорганизован до вида: ст.м. Барабашова — 602 микрорайон. Маршрут 34 реорганизован: ст.м. Барабашова — Городок строителей. Открыт маршрут 42: ст.м. Барабашова — улица Командарма Уборевича;
1984, 11 августа — в связи с запуском в постоянную пассажирскую эксплуатацию станции метро «Дзержинская» («Университет») Салтовской линии открыта троллейбусная конечная «станция метро „Дзержинская“», а также движение по улице Тринклера и линии по площади Дзержинского (Свободы). Реорганизованы маршруты № 8 (к Студгородку), № 16 (к улице Рудика), № 18 (к Медкомплексу), № 25 (к улице Клочковская), № 38 (к Институту низких температур), № 39 (к проспекту Победы);
1986, июль — открыта линия по улице Блюхера от улицы Гв. Широнинцев до улицы Барабашова и линия по улице Барабашова до конечной станции «Героев Труда». Маршрут 34 изменен до вида: «Городок Строителей» — Героев Труда. Линия будет обслуживать новую станцию метро «Студенческая», которая вступит в строй в августе.
1988 — открыта линия от станции метро Пролетарская по улице Роганской до улицы Зубарева. Открыта новая конечная «ст.м. Пролетарская». Открыт маршрут 45: ст.м. Пролетарская — улица Зубарева. Начаты подготовительные работы по продлению данной линии к железнодорожной станции «Рогань», которая расположена на расстоянии 1,85 км от конечной станции «ул. Зубарева».
1988 — начато проектирование будущей линии на Северную Салтовку по улице Гв. Широнинцев (открыта в 1992—93) и в Циркуны (не построена, планы пересмотрены), а также троллейбусного депо номер 4 в том же районе (недостроено, заброшено)
1989 — ввод в эксплуатацию троллейбусов Румынского производства
ДАК-217Е. В 3-м троллейбусном депо, для работы на напряженном 24-м маршруте, был собран троллейбусный поезд, состоявший из двух машин ЗиУ-682, соединенных между собой по системе Владимира Веклича. В 1990 году Второй такой поезд появился в 1990 году.
1990, ноябрь — исполнительный комитет городского совета принял ко вниманию обращение кооператива «Виктор-89» об аренде 6 троллейбусов ДАК-217 для их эксплуатации на коммерческом маршруте «Парк имени Горького» — ст.м. Дзержинская (Университет) — пр. Ленина — Студгородок" со стоимостью проезда 15 копеек. Положительное решение было принято, однако проект реализован не был, поскольку в апреле 1991 коммунальный транспорт сам подорожал до 15 копеек, а на введение повышенных тарифов действовали временные ограничения.

### 1991—2000
1992 — пуск в эксплуатацию троллейбусов ЗИУ-10. Введена в эксплуатацию троллейбусная линия (1,23 км) в жилом массиве Северная Салтовка от улицы Командарма Уборевича до конечной станции «улица Дружбы народов». Открыт троллейбусный маршрут 42 «Улица Героев Труда — улица Дружбы Народов», троллейбусный маршрут 35 продлен от улицы Командарма Уборевича до новой конечной станции. Линия частично сняла транспортную напряженность в этом районе, который до этого полностью зависел от автобусного сообщения, которое переживает острейший топливный кризис и практически параллизовано. Приостановлена работа маршрутов 22, 23 и 37;
1992—95 Крупные поставки (47 машин) троллейбусов ЮМЗ-Т1 в город. В этот же период город закупает 6 машин Зиу-683 в различной комплектации, а также некоторое количество машин Зиу-682;
1993 — троллейбусная линия в жилом массиве Северная Салтовка продлена от конечной станции «улица Дружбы народов» до новой конечной станции «улица Наталии Ужвий» (около 1 км). Оборотное кольцо «Дружбы народов» не демонтировано, маршруты 35 и 42 продлены до новой конечной станции;
1994 — демонтирован неэксплуатируемый участок троллейбусной сети по проспекту Правды от проспекта Ленина до улицы Ромена Роллана в обе стороны, демонтированы разворотные кольца «улица Культуры» на проспекте Ленина для оборота в обе стороны;
1995 — открыты конечные станции "ст.м. «Научная» для маршрутов 8 и 38 со стороны Алексеевки и «улица Данилевского» (ст.м. «Научная») для маршрута 2-а (позже — 2) со стороны центра. Последняя закрыта в 2004 году во время подготовки пуска участка Алексеевской линии на Павлово Поле;
1995 — приостановлена работа маршрута 30;
1995—96 — по трехсторонней договоренности между заводом «Турбоатом», городским советом народных депутатов и ХКП «Горэлектротранс» румынская сторона передает 26 троллейбусов РОКАР-Е217 в счет уплаты за поставленную в страну харьковскую турбину. Город обязуется выкупить троллейбусы у завода. Также в 1996 году город получает одну единицу троллейбуса ЮМЗ-Т1 завода «Южмаш»;
1996, март-май — рекордными сроками и с минимальным финансированием построена троллейбусная линия по проспекту Московский к микрорайону «Горизонт» (укр. Обрій), который находится за пределами окружной дороги. Протяженность линии — 4,1 км. Открыт маршрут 46 "улица 12 апреля — микрорайон «Горизонт». Открыта новая конечная станция «улица 12 апреля», закрыта прежняя — с тем же названием, но в другом квартале района;
1996, 10 мая — законсервирована конечная станция "ст.м. «Пролетарская», маршрут 45 перенесен на конечную станцию «Ул. 12 апреля». Демонтирована в 2011 году;
1997 — на техническом совещании в ХГКП «Горэлектротранс» принято решение организовать сеть коммерческих троллейбусных маршрутов. Стоимость проезда решено установить на уровне действующих коммунальных маршрутов, однако перевозку льготного контингента осуществлять за 100 процентов стоимости проезда. Утверждены технические задания на открытие маршрутов коммерческой группы: 63к: ст.м. Барабашова — ул. Одесская — станция Основа (открыт в 1998 году до Одесской в качестве коммунального маршрута, в 2012 году кратковременно продлевался до Основы, действующий); 65к: улица Наталии Ужвий — ст.м. "Барабашова "(1997—2009), 66к: ст.м. «Маршала Жукова» — улица Одесская (1997-98). Хотя данное решение благоприятно повлияло бы на финансовое положение транспортного предприятия, реализовано по ряду причин оно не было;
1997 — открыт маршрут 65: улица Наталии Ужвий — ст.м. «Барабашова», открыт маршрут 66: улица Одесская — ст.м. «Маршала Жукова»;
1998, июнь — маршрут 4 продлен до парка имени Горького (25 микрорайон — парк имени Горького). Укорочен до площади Конституции в 1999 году, приостановлен в конце 1999 года;
1998, июнь — открыты маршруты 39 и 44. 39: Проспект Победы — Южный вокзал; 44: проспект Жуковского — Южный вокзал. Маршрут 39 приостановлен через 6 месяцев, маршрут 44 укорочен до площади Конституции, приостановлен в 2000 году. Открыт маршрут 63: Одесская — ст.м. «Барабашова»;

### 2001—2010
2002, декабрь — Закуплено 8 троллейбусов ЗиУ-682Г-016(012);
2004 — открыта конечная станция "ст.м. «23 августа», маршруты 8 и 38 укорочены до этой конечной;
2004, июнь — Маршрут 31 и 32 продлены до конечной станции «улица Наталии Ужвий». Маршрутное движение по к.ст. «Командарма Уборевича» приостановлено;
2004, июль — Маршрут 11 продлен до Благовещенского собора до 15-00, в остальное время — прежняя трасса до улицы Конёва;
2004, август — закрыта и разобрана троллейбусная конечная станция «ст.м. Научная» (ул. Данилевского) маршрута 2. Маршрут 2 продлен до конечной станции «Институт низких температур», периодически маршрут работает до конечной станции «пл. Конституции»;
2004, август — в связи с пуском линии метро на Павлово Поле изменена конфигурация маршрутной сети северного транспортного сектора:
№ 2 — Проспект Жуковского — Центр — пр. Ленина — ст.м. 23 августа — Дубрава — проспект Жуковского;
№ 8 — Студгородок — ст.м. 23 августа;
№ 16 — отменен;
№ 22 — пр. Жуковского — Дубрава — ст.м. 23 августа — пр. Ленина — Центр — пр. Жуковского;
№ 38 — пр. Победы — ст.м. 23 августа;
№ 39 — пр. Победы — пр. Ленина — ул. Сумская — пр. Победы;
№ 40 — пр. Победы — ул. Сумская — пр. Ленина — пр. Победы.
2004, сентябрь — открыт маршрут 17: пл. Конституции — НПО «Коммунар» (ул. Рудика). Работал с коротким перерывом в 2005 году до декабря 2009 года;
2004, ноябрь — пересмотрена конфигурация маршрутов северного транспортного сектора. Закрыты маршруты: 8, 22, 39. Маршрут 2 изменен: пр. Жуковского — центр — пр. Победы; маршрут 40: ЦПКиО — пр. Победы; усилены маршруты 2 и 38.
2005 — организована возможность оборота троллейбусов по конечной станции «ст.м. Научная» со стороны Центра. В маршрутном движении кольцо не задействовано;
2006 — модель низкопольного троллейбуса Е183 Львовского автобусного завода прошла обкатку на 46 маршруте, подтверждена возможность эксплуатации данного типа подвижного состава;
2006 — реорганизация комплексов обслуживания троллейбусных маршрутов с переносом площадки ночной расстановки и технического осмотра троллейбусов депо номер 1 в депо номер 2 и 3;
2006—2008: осуществлена крупная поставка новых троллейбусов — 90 высокопольных троллейбусов ЗиУ-682Г-016.02 производства Энгельского Троллейбусного Завода «Тролза» (РФ);
2007 — переименован ряд остановок и конечных станций. Так, «Городок строителей» стал «Восточная Салтовка», «улица Наталии Ужвий» — «Северная Салтовка» и т. д.
2008 — пущены в эксплуатацию троллейбусы «Тролза». На базе троллейбусного депо № 2 произведена сборка троллейбусов «Дніпро» — 5 ед.
2009 — маршрут 2 в режиме маршрутного движения начал оборачиваться со стороны центра города по кольцу «ст.м. Научная». В 2010 году маршрут возвращен на свою прежнюю трассу — до конечной станции "Проспект «Победы»;
2009, 1 января — на основании многочисленных обращений организаций и граждан, направленных в профильный департамент с просьбой усилить основные маршруты подвижным составом, подвижной состав маршрутов 17,18,25,32,36,40 передан на более напряженные участки. Через три недели, по результатам дополнительных исследований пассажиропотока, восстановлен выпуск подвижного состава на социальные маршруты 18,25,36 и пролетарский маршрут 40;
2009, 1 января — приостановлено троллейбусное движение от станции метро «Академика Барабашова» по улице имени Якира до конечной станции "Универмаг «Харьков». Подвижной состав маршрута 32 передан на другие маршруты. По состоянию на 2013 год линия поддерживается в рабочем состоянии и восстановление движения по ней возможно в любой момент;
ноябрь 2009 — март 2010 — восстановлено движение троллейбусов в центр города, к площади Конституции. Открыты маршруты 39 до проспекта Победы, и 44 — до поселка Жуковского. Маршрут 2 укорочен до ст.м. Научная со стороны поселка Жуковского. В марте 2010, маршруты 39 и 44 закрыта, 2 маршрут возвращен на прежнюю трассу;
2010, декабрь — маршрут 18 реорганизован. Новая трасса: БСНП — Дубрава — ст.м. 23 августа — улица Клочковская. Обратно — через кинотеатр имени Александра Довженко. Впервые в маршрутном движении участвует поворот с проспекта Ленина к улице Клочковской. В 2011 году маршрут возвращен на прежнюю трассу — до станции метро «Госпром» и площади Свободы (часть рейсов — до ст.м. Научная);
2010 (2004) — после приостановки движения на участке улицы Ахсарова до конечной станции «Студгородок» в 2004 году, демонтирована контактная сеть на данном отрезке. Демонтирована конечная станция «Студгородок». Пассажиропоток района приняла на себя новопостроенная станция метро «Алексеевская».

### 2011—2020
2011 — приостановлено движение по конечной станции «ст.м. 23 августа» в связи с продлением Алексеевской линии метро в жилой массив Алексеевка, который ранее был связан троллейбусом именно с этой станцией метро, подвижной состав маршрута 38: пр. Победы — ст.м.23 августа передан на маршруты 3,19,35;
2011—2012: осуществлена поставка крупной партии низкопольных троллейбусов. Закуплено 52 машины модели Е301 и 22 модели Е183, производства Львовского автобусного завода. Машины оснащены кондиционерами и электронными маршрутоуказателями. Модель Е183 укомплектована асинхронными двигателями.
2011, апрель — Маршрут 11 продлен до площади Конституции;
2012 — начало эксплуатации троллейбусов марки ЛАЗ E183А1;
2012, июнь — в рамках Главного маршрута Чемпионата Европы по футболу 2012 года, Аэропорт соединен с центром города и станцией метро «Научная» троллейбусным маршрутом. Интервал 5—10 минут.
2012, осень — открыт оптимизационный (на время строительства трамвайного переезда на углу улиц Сумская и Владимира Маяковского) маршрут 22 от проспекта Жуковского до улицы Клочковской через Сокольники и улицы Деревянко, Космонавтов и 23 августа. Проработал 19 дней.
По состоянию на 2012 год в маршрутном движении временно не задействованы:
— конечная станция «Южный Вокзал»;
— конечная станция «ст.м.23 августа»;
— конечная станция «Научная», за исключением нерегулярных укороченных рейсов маршрута 18 и оборота Главного Маршрута Евро2012 в июне 2012 года;
— конечная станция «площадь Конституции» у Исторического музея;
(конечная станция «площадь Конституции» у «Ведмедика» обслуживает маршрут 11)
— участок линии по улицам Кооперативная в обе стороны и проспекту Московского от Конного рынка до улицы Кооперативная в обе стороны;
— линия от Благовещенского собора через площадь Рыбная до улицы Кооперативная;
— линия по улице Мира на ХТЗ;
— линия по улице Якира в обе стороны, за исключением технических рейсов.
29 апреля 2013 года в 12 часов 18 минут введена в эксплуатацию новая линия по переулку Забайкальский (ныне ул. Троллейбусная). Линия протяженностью 344 метра обслуживает нулевые рейсы троллейбусов, следующих в троллейбусное депо 2. Первая новопостроенная ветка с 8 мая 1996 года.
17 мая 2013 года, в связи с регламентными работами и реконструкцией трамвайного переезда на перекрестке проспектов Правды и Ленина, реорганизована работа троллейбусных маршрутов северного транспортного сектора:
Маршрут 2: пр. Победы — ст.м. Алексеевская — ул. Ахсарова — пр. Ленина — ст.м. Научная;
Маршрут 18: БСМП — Дубрава — пр. Ленина — ст.м. Научная;
Открыт маршрут 22: пр. Жуковского — ул. Проскуры — Белгородское шоссе — ул. Сумская — ст.м. Университет — пр. Правды — ул Тринклера. Оборот троллейбусов осуществляется на перекрестке проспекта Правды и улицы Ярослава Галана.
23 мая 2013 года Стоимость проезда в троллейбусах скорректирована. Новый тариф — 2 гривны.
5 июня 2013 года Реконструкция трамвайного переезда на перекрестка проспектов Ленина и Правды завершена. Троллейбусный маршрут 2 реорганизован: Пр. Победы — ст.м. Научная — ст.м. Университет — ул. Сумская — пр. Жуковского. Троллейбусный маршрут 18 продлен от станции метро «Научная» до станции метро «Госпром». Маршрут 22 приостановлен.
7 июня 2013 года Демонтирована КС на конечной станции «Командарма Уборевича», которая не задействована в маршрутном движении с 2004 года.
6 июля 2013 года Начались проектные работы по продлению троллейбусной линии на Алексеевке по проспекту Людвига Свободы до конечной станции «ул. Архитекторов».
16 июля 2013 года Демонтирована контактная сеть по улице Якира в сторону универмага «Харьков» и площади Восстания. В обратном направлении сеть решено оставить и в дальнейшем эксплуатировать во время закрытия на реконструкцию Коммунального путепровода. Маршрутное движение по улице Якира не осуществляется с 2009 года.
28 июля 2013 года В связи с реконструкцией участка проспекта Правды и посадочных платформ троллейбусной станции «ст.м. Университет» реорганизована работа маршрутов северного транспортного сектора. Маршрут 2 изменен: пр. Победы — ст.м. Госпром. Восстановлен маршрут 22 по трассе: пр. Жуковского — ст.м. Университет — пл. Конституции;
22 августа 2013 года Окончена реконструкция участка проспекта Правды на участке от улицы Тринклера до улицы Сумская. Остановочный пункт «станция метро Университет» для троллейбусов маршрута 2 в сторону района поселок Жуковского оборудован габаритным «карманом» для БВ и ОБВ троллейбусов, которые подаются на посадку. Восстановлено сквозное движение маршрута 2 из поселка Жуковского на Алексеевский жилмассив через станцию метро Университет. Маршрут 22 «площадь Конституции — проспект Жуковского» приостановлен.
01 июня 2015 года Стоимость проезда скорректирована до 2 грн. 50 копеек.
24 июня 2015 года Демонтировано оборотное кольцо «Пр. Победы» в связи с началом работ по благоустройству территории в зоне строительства станции метро «Победа». Оборот троллейбусов осуществляется на временном оборотном кольце 30 метрами южнее, кольцо пересекает проезжую часть пр. Л.Свободы. В ноябре 2015 года, с пуском новой троллейбусной линии к конечной станции 20 трамвая, временное кольцо будет разобрано.
03 июня 2015 года Рассмотрев предложения технических групп транспортных предприятий и специалистов Департамента транспорта и связи, городская власть пришла к выводу о нецелесообразности строительства троллейбусной линии к.ст. «пр. Победы» — к.ст. «улица Архитекторов» (пересечение проспектов Л.Свободы и Лозовеньковского), длиной 0,62 км, признав рациональным сооружение линии «к.ст „пр. Победы“ — Новая Алексеевка (район конечной станции трамвая маршрута 20), длиной 1, 23 км. Проектирование, строительство и ввод в эксплуатацию запланирован на ноябрь 2015 года, вне зависимости от пуска станции метро „Победа“. Для справки: последний раз вопросом сооружения данной линии серьезно занимались в 1982—83 гг., однако отсутствие в планах на пятилетку сооружения дополнительных мощностей питания и перспектива пуска метрополитена на Алексеевку в 1992 году, согласно которому троллейбусное движение в районе могло было быть свернуто, проектирование и сооружение ветки начато не было. Стоит отметить, что данная линия, в случае её ввода, станет первой пассажирской троллейбусной линией города, сооруженной с 1996 года.
25 декабря 2015 года Открыта новая троллейбусная линия на Алексеевке по проспекту Людвига Свободы и проспекту Победы до разворотного кольца возле трамвайного круга в конце проспекта Победы. До новой конечной станции „Проспект Победы“ продлены маршруты 2 и 40.
2 декабря 2019 года возобновлён маршрут 17. Теперь он курсирует между ст. м. Научная и ул. Рудика.
13 января 2020 года
Открыт новый маршрут 47: от ст. м. Героев Труда до ул. Натальи Ужвий (ст. м. Героев труда (Автобусный терминал) — ул. Академика Павлова — ул. Леся Сердюка (бывш. Командарма Корка) — РК Северная Салтовка (Натальи Ужвий)).
22 октября 2020 года
Открыт новый маршрут 48: от ст. м. Героев Трда до ул. Дружбы Народов (ст. м. Героев труда (Автобусный терминал) — ул. Академика Павлова — ул. Леся Сердюка (бывш. Командарма Корка) — ул. Дружбы Народов). На нём начали ездить троллейбусы с автономным ходом.
7 декабря 2020 года Открыт новый маршрут 49: от ул. Университетской до ул. Кутаисской (Пос. Жихарь). На нём ездят троллейбусы с автономным ходом.

### 2021-н.в
7 апреля 2021 года Открыт троллейбусный маршрут 50: от площади Свободы до посёлка Пятихатки. На нем ездят троллейбусы с автономным ходом. С 9 июня 2021 г. маршрут был изменен, троллейбус едет по Сумской от пл. Конституции.
30 июля 2021 года В тестовом режиме были открыты троллейбусные маршруты 51 и 52: от Улицы 12-го Апреля до 759 микрорайона, от Улицы 12-го Апреля до ул. Зубарева, соответственно. На них ездят троллейбусы с автономным ходом.
6 августа 2021 года Открыт троллейбусный маршрут 53: Улица 12-го Апреля — проспект Московский (станция метро „Индустриальная“) — бульвар Грицевца — улица Большая Кольцевая — улица Ростовская — бульвар Грицевца — проспект Московский (станция метро „Индустриальная“) — Улица 12-го Апреля». На нем ездят троллейбусы с автономным ходом.
27 августа 2021 года Открыт троллейбусный маршрут 54: Улица 12-го Апреля — станция Рогань. На нем ездят троллейбусы с автономным ходом.
4 октября 2021 года. Отменен маршрут № 17 Площадь Конституции — Улица Рудика. Взамен ему, был открыт маршрут № 55 Площадь Конституции — Пос. Жуковского. На нем ездят троллейбусы с автономным ходом.
24 февраля 2022 года. Из-за вторжения России в Украину движение всего транспорта, включая троллейбусы, в Харькове было остановлено. Среди разрушений: на улице Гвардейцев-Широнинцев, улице Героев Труда, улице Дружбы Народов, улице Академика Павлова, улице Леся Сердюка, на площади Конституции, Павловской площади, площади Героев Небестной Сотни, Новобаварском проспекте, проспекте Гагарина, улице Зерновой, улице Роганской, в микрорайоне Горизонт, на Сумской улице, улице Деревянко, улице 23 августа, проспекте Победы и на улице Космонавтов. Произошла бомбардировка троллейбусного депо №2.
16 мая 2022 года. Было восстановлено движение транспорта в Харькове. Троллейбусы вышли на маршрутах 1, 5 и 6. В дальнейшем они пошли по 13, 25, 14, 19, 24, 46, 49, 45, 7 и 52. Также троллейбусы вышли на автобусные маршруты 119, 304 и 267, из-за уничтожения большинства коммунальных автобусов Karsan. Модели троллейбусов, которые вышли на маршруте после войны : ЗиУ-682Г.016.02, ЛАЗ Е183, ЛАЗ Е301, Богдан Т70117 и PTS-12.
Маршруты, ныне работающие с 16.05.2022 :
- Богдан-Т701171 Ст. м. "Дворец Спорта" - 28-й микрорайон;
- 3 Ул. 12 апреля - Университетская ул.;
- 5 Аэропорт - Университетская ул.;
- 6 Ж/д станция "Основа" - Университетская ул.;
- 7 Восточная - Ст. м. "Армейская";
- 11 Проспект Дзюбы - пл. Конституции;
- 12 Клочковская ул. - Больница скорой и неотложенной помощи;
- 13 Ст. м. "Защитников Украины" - Парк "Встреча";
- 18 Больница скорой и неотложенной помощи - Площадь Свободы;
- 19 602-й микрорайон - Одесская ул.;
- 20 Ст. м. "Турбоатом" - 602-й микрорайон;
- 24 Ст. м. "Академика Барабашова" - 602-й микрорайон;
- 25 Бул. Богдана Хмельницкого - Ст. м. "Армейская";
- 27 Проспект Дзюбы - Ул. Новый Быт;
- 31 Ст. М. "Турбоатом" - Северная Салтовка;
- 34 Ул. Героев труда - Восточная Салтовка;
- 35 Одесская ул. - Восточная Салтовка;
- Салон Богдан-Т7011740 Проспект Победы - Центральный парк культуры и отдыха
- 45 Ул. 12 апреля - Роганская;
- 46 Микрорайон "Горизонт" - Ул. 12 апреля;
- 49 Университетская ул. - Кутаисская ул.;
- 51 Ул. 12 апреля - Ул. Зубарева
- 53 Ул. 12 апреля - Микрорайон "Горизонт" - Ул. 12 апреля;
- 56 Ст. м. "Академика Барабашова" - Восточная Салтовка.

Кроме этих 24 маршрутов троллейбусы пошли и по автобусным маршрутам, поскольку большинство автобусов ОБК турецкой фирмы Karsan были уничтожены прилетевшими ракетами из территории РФ.
Автобусные маршруты, заменённые троллейбусами :
- 119 Проспект Победы - Аэропорт;
- 267 Парк "Встреча" - Ст. м. "Академика Барабашова";
- 304 Университетская ул. - Ж/д станция "Рогань".

Троллейбусные маршруты №14 и №36 были ликвидированы. На то есть разные причины : первый закрылся после запуска Холодногорско-Заводской линии метро, поскольку он дублировал большую её часть, а второй объединился с 7-м.

### Перспективы развития троллейбусной сети новым строительством
Согласно генеральному плану города до 2026 года, троллейбусные линии появятся на таких магистралях:
- возобновление пассажирского движения по улицам Благовещенской и Кацарской до конечной станции «Вокзал „Южный“»;
- бульвар Ивана Каркача
- проспект ТракторостроителейЛАЗ Е301D1
- улица Шевченко — улица Героев Труда
- улица Новгородская
- улица Клочковская

## Подвижной состав
По состоянию на 19 ноября 2021 года эксплуатируется 9 типов подвижного состава (300 троллейбусов, 237 рабочих):
1. ЗиУ-682Г — 1 единица, отставлена от эксплуатации;
2. ЗиУ-682Г-016.02 — 82 единицы (4 рабочие, среди них 2 учебно-пассажирских и 1 служебная);
3. ЛАЗ E301D1 — 51 единица (31 рабочая);
4. ЛАЗ E183A1 — 19 единиц (16 рабочих);
5. Škoda 14TrM — 3 единицы (2 рабочих);
6. Škoda 14Tr17/6M — 2 единицы, все рабочие;
7. Škoda 15Tr13/6M — 5 единиц (отставлены от эксплуатации);
8. Богдан-Т70117 — 84 единицы (79 рабочих);
9. PTS-12 — 50 единиц (43 рабочие);
10. Škoda 24Tr - 2 единицы (1 рабочая).

Также среди служебных машин числятся 2 троллейбуса КТГ-1.

## Исторические маршруты
- № 2а: пр. А.Проскуры-ул. Сумская-пр. Науки(Ленина)-ст.м. Научная.(с1995 по 1996 .Очень редко используется данная трасса троллейбусами 2го маршрута для постановления в график)
- № 4(1): 25 микрорайон — Московский проспект — Конный рынок — Площадь Конституции (окончательно закрыт в начале 2000 года);
- № 4(2): Станция метро «Академика Барабашова» — 25 микрорайон (закрыт в 2002 году в связи с низкой эффективностью маршрута);
- № 8(1): Станция метро «Университет» — Студгородок (до 1995 года);
- № 8(2): Станция метро «Научная» — Студгородок (до 2004 года);
- № 8(3): Станция метро «23 Августа» — Студгородок (2004 год);
- № 8(4): Станция метро «Научная» — Проспект Победы (до 2006 года);
- № 9: Улица Университетская — ул. Достоевского (на Основе) (линия была построена в конце 1970-х годов по просьбе руководства одного из местных заводов. С 1990-х годов значение линии упало, что и привело в 2000 году к закрытию);
- № 10: 25 микрорайон — Площадь Героев Небесной сотни (окончательно закрыт в начале 2009 г.);
- № 14: Парк им. Горького — улица Деревянко — улица Клочковская (закрыт в 1992 г.);
- № 15: Улица Одесская — проспект Маршала Жукова — улица Харьковских дивизий — улица Одесская (кольцевой маршрут; закрыт в 1992 г., восстановлен в 2004 г., окончательно закрыт в начале 2009 г.);
- № 16: Площадь Свободы — ФТИНТ (закрыт в 2004 году в связи с пуском 2 очереди Алексеевской линии метро на Павлово Поле);
- № 16а: Площадь Свободы — улица Клочковская (закрыт в 2003 году в связи с пуском 2 очереди Алексеевской линии метро на Павлово Поле);
- № 21: Улица Одесская — проспект Маршала Жукова — улица Танкопия — бульвар Богдана Хмельницкого (закрыт в 1992 г.);
- № 22(1): 602 микрорайон — ст. м. «Московский проспект» — ДК ХЭМЗ (закрыт в 1992 году в связи с резким обострением экономического кризиса в стране. В это время многие маршруты подвергаются сокращению либо отмене. Тб № 22 ещё некоторое время существовал в дополнительных выпусках Тб № 20 до ДК ХЭМЗ, однако и они вскоре были отменены);
- № 22(2): Жуковского — Павлово Поле — проспект Ленина — Сумская — Жуковского (закрыт в 2004 году в связи с отменой схемы полукольцевых маршрутов);
- № 23: Ст. м. «Индустриальная» (ныне «им. А. С. Масельского») — улица Плиточная (закрыт в 1992 г.);
- № 26: Южный Вокзал — Проспект Гагарина — Аэропорт (работал с большими интервалами, закрыт в начале 1990-х годов в связи с низкой рентабельностью);
- № 28: улица Новый Быт — бульвар Маршала Конева (закрыт в начале 1990-х годов в связи с нехваткой ПС);
- № 29: Микрорайон 28 — улица Харьковских дивизий — ДК ХЭМЗ (1992);
- № 30: 602 микрорайон — ст. м. Барабашова — универмаг «Харьков» (закрыт в 1995 году в связи с резким обострением экономического кризиса в стране и нехваткой ПС);
- № 32: Северная Салтовка — улица Якира (закрыт 01.01.09);
- № 33: ДК «ХЭМЗ» — 25 микрорайон (закрыт в конце 1990-х годов, после нескольких попыток реанимации, в связи с нехваткой ПС и плачевного экономического состояния ГЭТ);
- № 37: Городок Строителей — ун-г «Харьков» (закрыт в 1992 году в связи с резким обострением экономического кризиса в стране);
- № 39(1): Площадь Конституции — Пр. Победы (закрыт в 2000 году в связи с нехваткой ПС и низкой рентабельностью. Под конец существования то закрывался то открывался)

Открыт вновь в марте 2010, закрыт в июне 2010.;
- № 39(2): Алексеевка — проспект Ленина — Центр — Сумская — Деревянко — Алексеевка (закрыт осенью 2004 года в связи с отменой схемы полукольцевых маршрутов) Открыт вновь в марте 2010 в трассировке Проспект Победы-Площадь Свободы;
- № 41: Ст.м."Дзержинская" (ныне «Университет») — проспект Ленина — улица Клочковская (закрыт в 1992 г.);
- № 43: улица 12 апреля — улица Одесская (закрыт в 2001, восстанавливался под софитом № 3-к, однако продержался недолго, хотя сейчас с 22:00 именно так «тройка» и ходит);
- № 52: улица 12 апреля — 759 микрорайон (Закрыт 1 июня 2025 года)
- № 63:ст.м. А.Барабашова-ст. Основа (с 1988 года: ст.м. А.Барабашова-ул. Одесская. В 2011 продлевали до ст.м. Основа. Закрыт в мае 2013 года)
- № 65: метро Барабашова — Северная Салтовка (закрыт в начале 2009 г.);
- № 66: метро Барабашова — 25 микрорайон (закрыт в 2000 году)
- Маршруты троллейбуса в 1970 году

- По пр. Науки на Алексеевку
- По пр. Науки в центр
- По Сумской в парк
- По Сумской на пр. Жуковского

## Депо
Существующие
- Троллейбусное депо № 2. Расположено на улице Ньютона, 5 (р-н Одесская, Слободской район). Директор: Д. В. Липовой
- Троллейбусное депо № 3. Расположено на улице П. Свистуна, 2б (р-н ст.м. им. А. Масельского, Индустриальный район). Директор: А. В. Курочка

Закрытые
Депо № 1 (Троллейбусное + грузовое депо, Пискуновский пер.15) — снесено в 2007 году. Реорганизовано с переносом площадки ночной расстановки троллейбусов в депо 2 и 3. Сейчас на данном земельном участке находится центр оптовой торговли овощами

## Забастовки
Работники «Горэлектротранса» бастовали 29 октября 2008 года. Тогда встало Салтовское трамвайное депо.
Потом на десять минут остановился транспорт во всей Украине, и электротранспортники поддержали акцию протеста 25 мая 2009 года.
Но наиболее активно бастовали в конце сентября-начале октября 2009:
28 сентября 2009 года городской электротранспорт с ультиматумами (позднее выполненными) остановился на день.
А с 9 октября 2009 года трудовой коллектив и профсоюз КП «Горэлектротранс» объявили бессрочную забастовку до погашения задолженности перед предприятием (заработная плата работникам в октябре была выплачена только за апрель 2009 года). С 19 декабря 2010 года была объявлена бессрочная акция протеста в связи с задолженностью по выплате заработной платы.